# Sakra Guerrero
Sakra del Valle Guerrero Roldán (San Juan de los Morros, 30 de enero de 2000) es una modelo y reina de belleza venezolana que fue coronada Miss Venezuela Internacional 2023.   Representó al estado Guárico en el certamen Miss Venezuela 2023.   Compitió en Miss Internacional 2024, quedando de 3ra finalista.  

## Vida y carrera

### Primeros años y educación
Guerrero nació el 30 de enero de 2000 y creció en San Juan de los Morros, Guárico, Venezuela. Su padre es Jorge Guerrero, reconocido músico y compositor llanero .  
Sakra se graduó con el título magna cum laude en Medicina otorgado por la Universidad Nacional Experimental Rómulo Gallegos convirtiéndose en médico cirujano. Antes de competir en Miss Venezuela trabajó en el hospital del Seguro Social de su ciudad natal, al mismo tiempo debido a la crisis social que vivía Venezuela decidió brindar atención comunitaria en un pequeño establecimiento de salud llamado 'La Enfermería' especializado en atender a mujeres con problemas de salud.  
También es profesora de Medicina General y Microbiología. Guerrero mide 1,74 metros de altura. Sakra habla español, portugués e inglés.  

## Certámenes y concursos

### Ferias Morros 2022
Guerrero inició su carrera en certámenes participando en el concurso Ferias Morros 2022 como representante de la Avenida Brito Figueroa, celebrado en San Juan De Los Morros el 23 de junio de 2022, en conmemoración de las fiestas de San Juan Bautista ( Noche de San Juan ), donde finalmente ganó el título de Reina de las Ferias de San Juan 2022 y reina del municipio Juan Germán Roscio .  También recibió premios especiales como Miss Popularidad y Mejor Cuerpo .   

### Miss Venezuela 2023
Guerrero compitió como  Miss Guárico con otras 24 concursantes y  ganó el  Miss Venezuela 2023, el 7 de diciembre de 2023, el evento fue realizado en el  Centro Comercial Líder en Caracas. Guerrero sustituyó a la Miss Venezuela 2022, Andrea Rubio del estado Portuguesa. También recibió el premio Miss Simpatía Criolla..
Durante su reinado ha sido conductora invitada del programa televisivo matutino Portadas al Día de Venevisión . También mantuvo varios encuentros y actividades culturales con miembros de la embajada de Japón en Caracas. 
Guerrero ha trabajado realizando jornadas de control de patologías básicas, pláticas educativas, donación de medicamentos, apoyo en jornadas de vacunación y búsqueda activa de casos casa por casa. 

### Miss Internacional 2024
Como Miss Venezuela Internacional, Guerrero compitió en Miss Internacional 2024 en Tokio, Japón. 